# 蒲城県
蒲城県（ほじょう-けん）は、中華人民共和国陝西省渭南市に位置する県。

## 行政区画
- 街道:奉先街道、紫荊街道
- 鎮:罕井鎮、孫鎮、興鎮、党睦鎮、高陽鎮、永豊鎮、荊姚鎮、蘇坊鎮、竜陽鎮、洛浜鎮、陳荘鎮、橋陵鎮、堯山鎮、椿林鎮、竜池鎮

## 出身者
- 楊虎城 - 中華民国の軍人。国民軍、国民革命軍に属す。張学良とともに西安事件を起こした。
- 岳維峻 - 中華民国の軍人。国民軍、国民革命軍に属す。北伐などに参加。
- 寇遐 - 中華民国の政治家。中国同盟会に属す。護法運動などに参加し、後に北京政府で農商総長をつとめた。